# Alpha Serpentis
Alpha Serpentis (α Serpentis, viết tắt Alpha Ser, α Ser), cũng được đặt tên là Unukalhai, là một ngôi sao đôi trong phần đầu rắn (Serpens Caput) của chòm sao xích đạo Cự xà - Serpens. Với cấp sáng biểu kiến là 2,6, ngôi sao này là ngôi sao sáng nhất trong chòm sao này và nó có thể được nhìn bằng mắt thường từ hầu hết các nơi trên Trái Đất. Các phép đo thị sai cho phép tính ra khoảng cách ước tính khoảng 74 năm ánh sáng (23 parsec) tính từ Mặt Trời.

## Tính chất
Alpha Serpentis là một ngôi sao khổng lồ với phân loại sao K2   III, đã đốt cháy hết hydro ở lõi của nó và phát triển ra khỏi chuỗi sao chính. Đường kính góc đo bằng giao thoa kế của ngôi sao này, sau khi điều chỉnh độ tối của chi, là 4.85 ± 0.05 mas,, ở khoảng cách ước tính, tương đương với bán kính vật lý khoảng 12 lần bán kính của Mặt Trời. Nhiệt độ hiệu quả của lớp vỏ ngoài là 4.498   K, tạo cho nó một màu cam đặc trưng của một ngôi sao loại K.
Ngôi sao này đang tỏa ra khoảng 38 lần độ sáng của Mặt Trời, với năng lượng sáng hơn 32 lần độ sáng của Mặt trời đang được phát ra trong vùng hồng ngoại, tổng số gấp 70 lần. Một sao đồng hành có cường độ sáng +11,8 ở khoảng cách góc 58 cung giây từ Alpha Serpentis, trong khi một ngôi sao cường độ 13 nằm cách xa sao này 2,3 phút cung.

## Danh pháp
α Serpentis (được Latin hóa thành Alpha Serpentis) là tên gọi Bayer của hệ thống sao này.
Nó mang những cái tên truyền thống Sao Unukalhai (hoặc đánh vần Unuk al Hay hoặc Unuk Elhaija) từ tiếng Ả Rập عنق الحية 'Unuq al-Ḥayyati 'cổ rắn', và Cor Serpentis từ Latin 'trái tim của rắn'. Vào năm 2016, Liên minh Thiên văn Quốc tế đã tổ chức một Nhóm làm việc về Tên Sao (WGSN)  để lập danh mục và chuẩn hóa tên riêng cho các ngôi sao. WGSN đã phê duyệt tên Unukalhai cho ngôi sao này vào ngày 21 tháng 8 năm 2016 và hiện tại nó đã được đưa vào Danh mục tên của IAU.
Alpha Serpentis là một thành viên của khoảnh sao bản địa Ả Rập al-Nasaq al-Yamani "Line Nam" của al-Nasaqān "hai dòng", cùng với Delta Serpentis, Epsilon Serpentis, Delta Ophiuchi, Epsilon Ophiuchi, Zeta Ophiuchi và Gamma Ophiuchi. Theo một danh mục của NASA năm 1971, al-Nasaq al-Yamānī hoặc Nasak Yamani là tên của hai ngôi sao: Delta Serpentis - tên khác Nasak Yamani I và Epsilon Serpentis tên khác là Nasak Yamani II.